# Gahania thompsoni
Gahania thompsoni é uma espécie de cerambicídeo, com distribuição no Malauí e no Quênia.

## Etimologia
O epíteto específico — thompsoni — é uma homenagem a G. H. Thompson.

## Taxonomia
Em 1970, Quentin & Villiers descreveram a espécie com base em um holótipo fêmea encontrado em Londiani (Quênia).